# Eka Gurtskaia
Eka Gurtskaia (georgiano: ღურწკაია ეკა, nacida c. 1986) es una modelo georgiana y titular de Miss Georgia que representó a su país en el concurso Miss Universo 2011.

## Miss Georgia
Gurtskaia compitió con 23 finalistas en su país en el concurso de belleza nacional, Miss Georgia, que tuvo lugar en Batumi el 20 de septiembre de 2010, donde obtuvo la derecho a representar a su país en Miss Universo 2011.

## Miss Universo 2011
Como representante oficial de Georgia para el Miss Universo 2011, transmitido en vivo desde São Paulo, Brasil el 12 de septiembre de 2011, Gurtskaia compitió sin resultado en el certamen en el que Leila Lopes de Angola ganó.